# Aorist
Aorist (grč. ἀόριστος, aoristos = neodređen, neograničen) prošlo je glagolsko vrijeme koje postoji u nekim jezicima (npr. hrvatski, bugarski, lužičkosrpski, starogrčki).        

## U hrvatskom standardnom jeziku
Aorist ili prošlo svršeno vrijeme glagola u standardnom hrvatskom jeziku tvori se od svršenih glagola, uglavnom od infinitivne osnove i nastavaka:
- -h, {\displaystyle \varnothing }, {\displaystyle \varnothing }, -smo, -ste, -še
- -oh, -e, -e, -osmo, -oste, -oše

### Aorist pomoćnih glagola
Aorist pomoćnih glagola biti i htjeti:
| lice | jednina | množina |
| ---- | ------- | ------- |
| 1.   | bih     | bismo   |
| 2.   | bi      | biste   |
| 3.   | bi      | bi/biše |

| lice | jednina | množina   |
| ---- | ------- | --------- |
| 1.   | htjedoh | htjedosmo |
| 2.   | htjede  | htjedoste |
| 3.   | htjede  | htjedoše  |

### Oblici s nastavcima-h
Nastavak -h imaju glagoli kojima infinitivna osnova završava na samoglasnik.
Primjer za glagol učiniti:
| lice | jednina | množina  |
| ---- | ------- | -------- |
| 1.   | učinih  | učinismo |
| 2.   | učini   | učiniste |
| 3.   | učini   | učiniše  |

U 2. i 3. licu jednine provodi se palatalizacija ako osnova završava na k, g ili h:
- rekoh - reče, ispekoh - ispeče, stigoh - stiže

### Oblici s nastavcima-oh
Nastavak -oh imaju glagoli kojima osnova završava na suglasnik.

Primjer za glagol reći:
| lice | jednina | množina |
| ---- | ------- | ------- |
| 1.   | rekoh   | rekosmo |
| 2.   | reče    | rekoste |
| 3.   | reče    | rekoše  |

### Uporaba
Aorist je prošlo svršeno vrijeme i kao takvo može se tvoriti samo od svršenih glagola. Treba se koristiti za izražavanje radnje koja se svršila u prošlosti, naročito netom svršene radnje:
Upravo pročitah vrlo smiješan novinski članak.
Sličnost tvorbenih nastavaka i neshvaćanje uloge glagolskog vida često dovodi do nepravilne uporabe aorista umjesto imperfekta:
U mladosti oni čitaše mnoge stripove.
U ovom primjeru radnja nije svršena, već traje neko vrijeme u prošlosti (dio subjektove mladosti ili cijelu mladost), stoga treba koristiti imperfekt. No, umjesto imperfektnog nastavka neispravno je korišten aoristni nastavak -še.
Aorist se zbog svoga arhaična prizvuka sve rjeđe rabi u svakodnevnom govoru i zamjenjuje ga perfekt:
Upravo sam pročitao vrlo smiješan novinski članak.
Zanimljiva je suvremena pojava sve češća uporaba aorista u SMS-porukama jer je kraći glagolski oblik od perfekta (vidi: vanjske poveznice)
U hrvatskom standardnom jeziku aorist glagola biti služi za tvorbu kondicionala. U narječjima hrvatskog narodnog jezika za tvorbu kondicionala ne služi aorist nego konjunktiv glagola biti (vidi: hrvatski konjunktiv, aorist i kondicional).

## U ostalim jezicima
U bugarskom i lužičkom jeziku[razjasniti] koristi se kao glavno prošlo vrijeme i razlikuje se bitno u značenju od perfekta. U bugarskom jeziku perfekt služi za izražavanje radnje koja se dogodila prije trenutka govorenja, ali njezino izvršenje se ne povezuje s nekim određenim prošlim trenutkom, dok se aorist koristi za izražavanje prošle svršene radnje koja se dogodila u određenom trenutku.
Ta je razlika postojala u praslavenskom, ali u većini njegovih potomaka aorist je ili nestao ili se njegovo značenje promijenilo i približilo značenju perfekta.
Aorist u slavenskim jezicima izvorno znači ono što u engleskom jeziku znači past simple, a perfekt u slavenskim jezicima izvorno znači ono što u engleskom jeziku znači present perfect.
Aorist postoji u starogrčkom i sanskrtu što je sve naslijeđeno iz indoeuropskog prajezika.

### U Wikipediji
- glagol
- hrvatski jezik